# 벨기에 육군사관학교
벨기에 육군사관학교(Koninklijke Militaire School)는 1834년 벨기에 수도 브뤼셀에서 첫 개교되어 현재에 이르고 있는 유럽 주요 국가의 오랜 전통과 유서가 깊은 사관학교 중 하나이다.